# Haley Chura
Haley Chura (* 23. Juli 1985) ist eine US-amerikanische Triathletin und Ironman-Siegerin (2014, 2022).

## Werdegang
Haley Chura war in ihrer Jugend als Schwimmerin aktiv. Beim Ironman Hawaii wurde sie 2011 Vize-Weltmeisterin in der Altersgruppe 25–29.

### Profi-Triathletin seit 2012
Haley Chura ist heute als schnelle Schwimmerin bekannt und sie startet seit November 2012 als Profi-Triathletin. Im November 2014 gewann sie in Brasilien die Erstaustragung des Ironman Fortaleza.
Im Oktober 2015 musste sie nach einem Verkehrsunfall drei Wochen vor den  Ironman World Championships auf einen geplanten Start in Kona verzichten. Im März 2017 gewann sie den Ironman 70.3 Buenos Aires.
Im April 2017 wurde sie Dritte bei der Erstaustragung des Ironman 70.3 Liuzhou.
Bei den Ironman 70.3 World Championships belegte die damals 32-Jährige im September den neunten Rang. Mit dem Ironman 70.3 Bariloche gewann sie im März 2019 ihr fünftes Ironman-70.3-Rennen.
Im August 2022 gewann die 37-Jährige mit dem Ironman Mont-Tremblant ihr zweites Ironman-Rennen.
Haley Chura wird trainiert von Matthew Rose und sie lebt in Atlanta.

## Sportliche Erfolge
| Datum/Jahr    | Rang | Wettbewerb                          | Austragungsort          | Zeit     | Bemerkung                                          |
| ------------- | ---- | ----------------------------------- | ----------------------- | -------- | -------------------------------------------------- |
| 14. Apr. 2024 | 8    | T100 Singapore                      | Singapur                | 03:56:12 | 2 km Schwimmen, 80 km Radfahren und 18 km Laufen   |
| 11. Feb. 2021 | 3    | Challenge World Championship        | Šamorín                 | 04:14:39 | Dritte bei „The Championship“                      |
| 10. März 2019 | 1    | Ironman 70.3 Bariloche              | San Carlos de Bariloche | 04:34:32 |                                                    |
| 9. Dez. 2018  | 2    | Ironman 70.3 Indian Wells-La Quinta | La Quinta               | 04:17:16 | als schnellste Schwimmerin; bei der Erstaustragung |
| 27. Okt. 2018 | 1    | Ironman 70.3 Waco                   | Waco                    | 03:45:48 |                                                    |
| 24. Juni 2018 | 1    | Ironman 70.3 Coeur d’Alene          | Coeur d’Alene           | 04:21:42 |                                                    |
| 12. Nov. 2017 | 3    | Ironman 70.3 Xiamen                 | Xiamen                  | 04:13:10 |                                                    |
| 9. Sep. 2017  | 9    | Ironman 70.3 World Championships    | Chattanooga             | 04:27:00 |                                                    |
| 25. Juni 2017 | 1    | Ironman 70.3 Coeur d’Alene          | Coeur d’Alene           | 04:27:16 |                                                    |
| 1. Apr. 2017  | 3    | Ironman 70.3 Liuzhou                | Liuzhou                 | 04:10:58 | persönliche Bestzeit                               |
| 12. März 2017 | 1    | Ironman 70.3 Buenos Aires           | Buenos Aires            | 04:17:42 |                                                    |
| 15. Jan. 2017 | 3    | Ironman 70.3 Pucón                  | Pucón                   | 04:42:42 |                                                    |
| 5. Apr. 2015  | 4    | Ironman 70.3 Brasil                 | Penha                   | 04:21:20 |                                                    |
| 28. Sep. 2014 | 3    | Ironman 70.3 Augusta                | Augusta                 | 04:19:02 |                                                    |
| 13. Apr. 2014 | 5    | Ironman 70.3 New Orleans            | New Orleans             | 04:27:17 |                                                    |
| 21. Apr. 2013 | 1    | Ironman 70.3 New Orleans            | New Orleans             | 04:18:20 |                                                    |

| Datum/Jahr    | Rang | Wettbewerb             | Austragungsort          | Zeit     | Bemerkung |
| ------------- | ---- | ---------------------- | ----------------------- | -------- | --- |
| 29. Sep. 2024 | 4    | Ironman Chattanooga    | Chattanooga (Tennessee) | 07:25:40 | ohne das Schwimmen wegen Starkregens                                                                                                 |
| 14. Okt. 2023 | 17   | Ironman Hawaii         | Hawaii                  | 09:01:10 | |
| 6. Okt. 2022  | 13   | Ironman Hawaii         | Hawaii                  | 09:19:49 | [ 8 ] |
| 21. Aug. 2022 | 1    | Ironman Mont-Tremblant | Québec                  | 09:17:21 | |
| 7. Mai 2022   | 123  | Ironman St. George     | St. George              | 09:58:02 | Ironman World Championships |
| 27. Juni 2021 | 4    | Ironman Coeur d’Alene  | Idaho                   | 09:24:02 | |
| 14. Okt. 2017 | 18   | Ironman Hawaii         | Hawaii                  | 09:37:31 | beendete das Schwimmen als drittschnellste Frau (52:03 min)                                                                          |
| 28. Mai 2017  | 3    | Ironman Brasil         | Florianópolis           | 08:58:45 | schnellste Schwimmerin und persönliche Bestzeit auf der Ironman-Distanz (3,86 km Schwimmen, 180,2 km Radfahren und 42,195 km Laufen) |
| 9. Nov. 2014  | 1    | Ironman Fortaleza      | Fortaleza               | 09:09:20 | |
| 2. Nov. 2013  | 13   | Ironman Florida        | Panama City             | 09:19:24 | |
| 12. Okt. 2013 | 40   | Ironman Hawaii         | Hawaii                  | 09:55:00 | schnellste Frau beim Schwimmen |
| 18. Aug. 2013 | 8    | Ironman Mont-Tremblant | Québec                  | 09:30:06 | neuer Schwimmrekord mit 49:22 min |
| 26. Mai 2013  | 5    | Ironman Brasil         | Florianópolis           | 09:24:43 | schnellste Schwimmerin mit 46:21 min                                                                                                 |
| 18. Nov. 2012 | 7    | Ironman Arizona        | Tempe                   | 09:28:22 | schnellste Schwimmerin mit 50:16 min beim ersten Start als Profi                                                                     |
| 2011          | 47   | Ironman Hawaii         | Hawaii                  | 10:17:26 | Zweite und damit Vize-Weltmeisterin in der Altersgruppe 25–29                                                                        |

(DNF – Did Not Finish)